# South Brooksville
South Brooksville és una concentració de població designada pel cens dels Estats Units a l'estat de Florida. Segons el cens del 2000 tenia 1.376 habitants.

## Demografia
Segons el cens del 2000, South Brooksville tenia 1.376 habitants, 559 habitatges, i 386 famílies. La densitat de població era de 151,4 habitants/km².
Dels 559 habitatges en un 29% hi vivien nens de menys de 18 anys, en un 43,3% hi vivien parelles casades, en un 20,2% dones solteres, i en un 30,8% no eren unitats familiars. En el 25,8% dels habitatges hi vivien persones soles el 14,3% de les quals corresponia a persones de 65 anys o més que vivien soles. El nombre mitjà de persones vivint en cada habitatge era de 2,46 i el nombre mitjà de persones que vivien en cada família era de 2,93.
Per edats la població es repartia de la següent manera: un 25,9% tenia menys de 18 anys, un 8,6% entre 18 i 24, un 23,6% entre 25 i 44, un 23% de 45 a 60 i un 18,8% 65 anys o més.
L'edat mediana era de 39 anys. Per cada 100 dones de 18 o més anys hi havia 80,7 homes.
La renda mediana per habitatge era de 28.073 $ i la renda mediana per família de 25.956 $. Els homes tenien una renda mediana de 27.292 $ mentre que les dones 20.938 $. La renda per capita de la població era de 15.758 $. Entorn de l'11,5% de les famílies i el 16,1% de la població estaven per davall del llindar de pobresa.

## Poblacions més properes
El següent diagrama mostra les poblacions més properes.